# Alambre González
Daniel González (Ciudad de Buenos Aires, Argentina; 9 de noviembre de 1956), más conocido como Alambre González, es un músico guitarrista argentino de blues y rock. Poseedor de una dilatada trayectoria musical, supo ser miembro de la banda MAM como músico sesionista, junto a los hermanos Omar y Ricardo Mollo y el bajista Diego Arnedo. Fue también miembro del trío Flia GRAM, conformado por iniciativa del baterista Juan Rodríguez (ex-Polifemo) junto a Alejandro Medina (ex-Manal).
Tras su paso por MAM, Flia GRAM y varios trabajos como músico de sesión, fue líder y fundador de las bandas "Alambre y la Doble Nelson" (1995-1999) y "Alambre y los Vibroking" (2000-2006). A partir de 2007 retornó a su actividad como músico solista, tanto para interpretar sus propios trabajos como también para prestar colaboración en otros proyectos musicales.

## Biografía
Nacido en 1956 en el barrio porteño de Colegiales, a los 9 años tuvo su primer contacto con el mundo de la música, tras recibir una guitarra española como regalo. Aquel presente lo animó a iniciarse en el camino de la música, primeramente escuchando discos de géneros como folclore argentino, tangos y boleros. Años más tarde participó de su primera obra grupal, al integrar un conjunto de jóvenes revelaciones que participaron en la llamada "Misa Criolla". Sin embargo, no fue hasta 1970 que su orientación musical cambió, cuando por intermedio de un amigo escuchó el LP "Isle of Wight" de Jimi Hendrix. A partir de allí, comenzó su identificación con el rock and roll.
En 1975 desarrolló su primer trabajo musical, al convocar a un grupo de amigos para formar su primera banda con la cual cantaban "covers" de artistas reconocidos a nivel internacional como Jeff Beck, Johnny Winter, Cream y a nivel nacional como Pappo's Blues. Pero el despegue de la carrera de Alambre González se dio en 1978 cuando comenzó a participar como músico sesionista en la agrupación MAM, liderada por los hermanos Omar y Ricardo Mollo y de la que también formaban parte el bajista Diego Arnedo y el baterista Juan Rodríguez, que también tuvo un paso por la banda Polifemo. 
Gracias a Juan Rodríguez, Alambre también formó parte de un nuevo proyecto que fue conocido como Flia GRAM el cual incluyó la presencia de Alejandro Medina para conformar el trío (Las siglas GRAM, hacían alusión a los apellidos de González y Rodríguez y a las del nombre completo de Medina). En algunas oportunidades, la formación tuvo encuentros con el guitarrista Pappo (de quién Alambre se confesó admirador), quien a la par de su trabajo al frente de su banda Pappo's Blues, propuso a los tres amigos formar un cuarteto para tocar en forma libre. Este cuarteto resultó ser la antesala a la creación posterior de la banda Riff.
Tras su paso por "MAM" y "Flia GRAM", en 1980 Alambre decide abrirse paso en la escena como músico sesionista, organizando presentaciones junto a Javier Martínez y Alejandro Medina, miembros de la agrupación Manal. A su vez, prestó su colaboración al músico Raúl Porchetto, con quien presentaron el disco "Reina Madre", el cual incluyó una presentación en el Estadio Luna Park. Entre sus colaboraciones se cuentan también trabajos junto a artistas de la talla de David Lebón, Miguel Cantilo, Héctor Starc y Piero entre otros.
En 1995, tras mucho tiempo trabajando como músico sesionista, se une a su hermano Gustavo "Bolsa" González con quien termina por dar forma a su primer proyecto personal que fue dado a conocer como "Alambre y la Doble Nelson". El equipo se conformaba con Alambre González en la voz y primera guitarra, Bolsa González en batería, "Sirso" Iseas en el bajo, "Pipo" Vega en la 2ª guitarra y "Patán" Vidal en los teclados. Completaba la alineación prestando su voz, Claudia Puyó en coros.
En el año 2000 se produjo una modificación en la agrupación, con la salida de Pipo Vega y el reemplazo de Sirso Iseas por Máximo Pera Renauld en el bajo, a la vez la banda pasó a denominarse "Alambre y los Vibroking". Con esta nueva agrupación, se grabó el primer disco de la banda que se dio en llamar "Sopa Caliente". Tras este disco, en 2007 decidió retomar su carrera como solista, aunque contando con algunos de sus compañeros de sus anteriores bandas. En ese año grabó el disco "Casino", el cual incluyó entre otros temas, una versión del éxito "Me gusta ese tajo" de Pescado Rabioso. Entre 2008 y 2009 volvió a reunirse con Sirso Iseas, con quien coprodujeron el disco "Yo Invito" el cual fue grabado en el Estudio Triada y tuvo como colaboradores además del propio Iseas en el bajo, a "Pato" González Raffo (batería), Silvio Marzolini (teclados) y Daniel Andretta (guitarra).
Tras estas participaciones, retornó a su antigua actividad de músico sesionista, siendo invitado a diferentes festivales entre los cuales estuvo incluido el show "Poker de Guitarras en 9 de Julio", el cual tuvo lugar a finales del año 2018 en la Ciudad de Nueve de Julio y donde Alambre compartió escenario con otros tres grandes guitarristas como JAF, Botafogo y Claudio Gabis.
Fuentes consultadas:

## Trayectoria

### Alineaciones de bandas fundadas
- Alambre y la Doble Nelson (1995-1999)

Daniel "Alambre" González: Voz y guitarra

Gustavo "Bolsa" González: Batería

"Sirso" Iseas: Bajo

"Pipo" Vega: 2ª guitarra

"Patán" Vidal: Teclados

Claudia Puyó: Coros
- Alambre y los Vibroking (2000-2006)

Daniel "Alambre" González: Voz y guitarra

Gustavo "Bolsa" González: Batería

Máximo "Pera" Renauld: Bajo

"Patán" Vidal: Teclados

- Solista (2007-)

Daniel "Alambre" González: Voz y guitarra

"Pato" González Rafo: Batería

Silvio Marzolini: Teclados

Daniel Andretta: 2ª guitarra

"Sirso" Iseas: Bajo

Mauro Ceriello: Bajo

Sergio Reggiani: Batería